# خوزه آنتونیو ماتئوس
خوزه آنتونیو ماتئوس (انگلیسی: José Antonio Mateos؛ زادهٔ ۲۷ فوریهٔ ۱۹۷۱) بازیکن فوتبال اهل اسپانیا است.
از باشگاه‌هایی که در آن بازی کرده‌است می‌توان به باشگاه فوتبال کادیس اشاره کرد.